# Cerje (Kraljevo)
Cerje (cirill betűkkel Церје), település Szerbiában, a Raškai körzet Kraljevoi községében.

## Népesség
- 1948-ban 624 lakosa volt.
- 1953-ban 732 lakosa volt.
- 1961-ben 804 lakosa volt.
- 1971-ben 738 lakosa volt.
- 1981-ben 718 lakosa volt.
- 1991-ben 672 lakosa volt.
- 2002-ben 625 lakosa volt,[1] akik közül 624 szerb (99,84%) és 1 horvát.[2]